# Goldrausch in Australien
Goldrausch in Australien ist eine deutsch-australische TV-Abenteuer-Doku-Serie von Andreas Macherey und Matthew Vaughan, produziert zunächst von Jaeger Film, später von Davidfilm und aktuell Tough Guys Media, aus dem Jahr 2013, die in Deutschland auf DMAX ausgestrahlt wird.

## Handlung
Der deutsche Hobby-Goldsucher Andreas Macherey verbrachte über 100 Trips in Australien. Zusammen mit seinem langjährigen Freund, dem australischen Profi-Goldgräber Matthew „Mat“ Vaughan, schürfen sie zusammen auf dessen Goldmine in den Goldfeldern von Palmer River und im Busch von Queensland nach Gold.

## Episodenliste
- Goldrausch in Australien/Episodenliste

## Ausstrahlung in Deutschland
2013 startete die erste Staffel mit der deutschen Erstausstrahlung am 6. Dezember 2013 auf DMAX.
Vom 3. bis zum 24. April 2016 wurde die zweite Staffel auf DMAX ausgestrahlt.
Am 17. Dezember 2017 wurde die erste Folge der dritten Staffel auf DMAX als Vorschau ausgestrahlt.
Am 28. Januar 2018 startete die dritte Staffel mit insgesamt sechs Episoden auf DMAX.
Am 20. November 2019 startete die vierte Staffel mit den ersten neun Folgen auf DMAX, der zweite Teil der Staffel wurde vom 30. März bis 27. April 2022 ausgestrahlt.
Am 17. Mai 2023 startete die fünfte Staffel mit insgesamt acht Episoden auf DMAX.
Am 8. Mai 2024 startete die sechste Staffel mit insgesamt acht Episoden auf DMAX.
Am 14. Mai 2025 startete die siebte Staffel mit insgesamt acht Episoden auf DMAX.